# Économies de la grandeur
Le courant des économies de la grandeur analyse le fonctionnement de la société en termes de conventions et d'accords. Il est issu des travaux communs d'un sociologue et économiste des conventions, Laurent Thévenot et d'un sociologue représentant de ce que l'on appelle la sociologie pragmatique, Luc Boltanski. 
Le concept apparaît dans leur ouvrage intitulé De la justification. Les économies de la grandeur, dans lequel est introduit aussi celui de « cité de justification ».

## Principes

### L'économie des conventions
Luc Boltanski et Laurent Thévenot rejettent donc naturellement le clivage qui existe entre deux types d'explication, les explications exclusivement économiques et les explications exclusivement sociologiques. Ils rejettent donc deux types de modèles :
- Les modèles sociologiques expliquant la coordination entre les acteurs par la conformité à une norme qui s'imposerait à tous. Par conséquent, l'ordre d’organisation ne peut découler de règles sociales réifiées ou de phénomènes purement culturels.
- Les modèles économiques qui se centrent sur les rapports constitués au travers de l'échange et de la circulation des biens qui sont des rapports de force et de pouvoir visant à accaparer les ressources rares.

À ces approches, ils substituent un modèle fondé sur l'économie des conventions. Celui-ci part de l'idée que pour qu'il y ait échange, coordination, coopération entre des agents, il faut qu'il y ait des conventions entre les personnes concernées ; c’est-à-dire un système d'attentes réciproques entre les personnes sur leurs comportements. Ces conventions peuvent être écrites ou non.

### Les systèmes d'équivalence
Pour expliquer comment les acteurs parviennent à mettre en place les conditions de production des accords, Boltanski et Thévenot insistent sur certains traits essentiels de toutes situations sociales :
- Toute situation doit être analysée dans le cadre d'une sociologie compréhensive. Il faut les étudier à travers les représentations qu'en donnent les personnes.
- Le chercheur en sociologie doit se pencher en priorité sur les compétences des individus à évaluer les situations à travers des systèmes d'équivalence partagés.

C'est grâce à des systèmes d'équivalences partagés, des grandeurs communes, permettant à chacun de retrouver les repères qui vont guider ses relations dans la situation, la caractériser, que des relations entre personnes peuvent se nouer. Selon Boltanski et Thévenot, « ces grandeurs, ces systèmes se déploient dans des mondes régis par la cohérence des principes qui y sont activés ».

## Cités de justification
Boltanski et Thévenot (1991) distinguent alors six différentes cités, auxquelles Boltanski et Chiapello (1999) ajouteront plus tard la « Cité par projets ». Ces cités impliquent des formes d'accords, des objets sociaux différents, qui permettront de reconnaître la nature de la situation, et de savoir sur quel mode de résolution des conflits et des controverses il faut se positionner.
| Caractéristiques              | Cité inspirée                                                                                 | Cité domestique                                                             | Cité de l'opinion                                                                | Cité civique                                              | Cité marchande                                                        | Cité industrielle                                                         | Cité par projets                                                                                |
| Valeurs de référence          | Inspiration, création, imagination, intériorité                                               | Tradition, famille, hiérarchie                                              | Réputation, renommée                                                             | Collectivité, démocratie, monde associatif                | Concurrence, rivalité                                                 | Efficacité, science                                                       | Activité, projets, extension du réseau, prolifération des liens                                 |
| Caractéristiques valorisées   | l'insolite, la passion, le merveilleux, la spontanéité, l'émotion                             | la bienveillance, la bienséance, la distinction, la discrétion, la fidélité | la célébrité, la visibilité, la mode, le fait d'être remarqué, d'avoir du succès | Solidarité, équité, liberté                               | la désirabilité, la « gagne », la valeur, le fait d'être « vendable » | la performance, la fiabilité, la fonctionnalité, la validité scientifique | l'enthousiasme, la flexibilité, la connexion aux autres, l'autonomie, l'employabilité           |
| Caractéristiques dévalorisées | l'habitude, les signes extérieurs, le réalisme                                                | l'impolitesse, la vulgarité, la traîtrise, la nouveauté                     | la banalité, l'indifférence, le méconnu, la désuétude                            | la division, l'individualisme, l'arbitraire, l'illégalité | la défaite, l'indésirable, le fait de ne pas être compétitif          | l'improductivité, l'inefficacité                                          | l'inemployabilité, la rigidité, le manque de polyvalence, l'immobilité, la sécurité, l'autorité |
| Sujets valorisés              | l'artiste, l'enfant, la fée, le fou, le génie, l'illuminé                                     | le père, le roi, le patron, l'« Ancien »                                    | la vedette, le chargé de communication, le people                                | le Parti, l'Élu, le représentant, le délégué              | le businessman, le vendeur, le « battant »                            | l'expert, le professionnel, l'opérateur                                   | le coach, le médiateur, le chef de projet                                                       |
| Epreuves modèles              | la création à partir d'une feuille blanche, l'aventure intérieure, le vagabondage de l'esprit | les cérémonies familiales, les réceptions                                   | le regard des autres sur un événement                                            | l'élection, la manifestation                              | le marché, la conclusion d'une affaire                                | le test, la réalisation                                                   | le passage d'un projet à un autre                                                               |

## Controverses
Partant de là, les acteurs peuvent entrer dans plusieurs types de relations.
- Il survient une controverse dans une même cité. Pour la clore, on recourt à un principe supérieur commun. Car les personnes engagées dans une même cité ont un même système d'équivalence, ils se déplacent dans une grandeur identique. Les objets sont identifiés et hiérarchisés de manière compatible.
- Il peut coexister des cités différentes sans discordes. Mais dans ce cas l'équilibre reste provisoire.
- Il peut survenir un différend entre des cités. La discorde doit, pour être clarifiée, être rapportée à une cité et une seule. Elle peut également être résolue par un arrangement, les partenaires se mettent localement d'accord sur une transaction. Enfin, les acteurs peuvent arriver à un compromis, et dans ce cas, ils réunissent plusieurs cités à travers un bien commun.

## Histoire deséconomies de la grandeuret inscription dans les sociologies de Boltanski et Thévenot
Avec d'autres textes, la publication de De la justification marque un tournant dans la sociologie et dans la carrière de Luc Boltanski. Alors que jusqu'au milieu des années 1980, il avait travaillé très étroitement avec Pierre Bourdieu, il se démarque de la sociologie de ce dernier en entreprenant et plus largement en invitant à passer d'une « sociologie critique » (expression par laquelle lui et d'autres qualifient la sociologie de Bourdieu) à une « sociologie de la critique ». Parmi ces textes : l'article intitulé « La dénonciation », dans lequel l'évolution en question n'apparaît pas encore d'une manière qui soit explicitée mais qui traite déjà des thèmes et des questionnements qui deviendront centraux dans les « économies de la grandeur » : les opérations de critique, de justification, la question de la légitimité des positions ou les accords ou les non-accords autour de cette légitimité, outre les catégories ou tensions entre « public » et « privé » (qui d'ailleurs deviendront chères à Thévenot)[réf. souhaitée].
Les économies de la grandeur évolueront quelque peu par la suite, puis Boltanski s'en détachera[réf. souhaitée]. Dans Le nouvel esprit du capitalisme (1999), publié avec Eve Chiapello, Boltanski réaffirmera une position plus explicitement critique vis-à-vis du capitalisme tout en s'appuyant toujours sur le modèle des économies de la grandeur. Mais surtout, au cours des années 2000, il travaillera à conjuguer ses travaux de sociologie pragmatique et la sociologie de Pierre Bourdieu, ou plutôt la position que celui-ci avait tenue, appelant à tenir ensemble sociologie critique et sociologie de la critique ou, pour le dire autrement, à réintégrer la question de la domination sociale dans la sociologie qu’il avait développée depuis la fin des années 1980. Ceci apparaîtra particulièrement - et d'une manière que Boltanski décrira précisément - dans l'ouvrage qu'il publiera en 2009, De la critique.
Dans L'action au pluriel (2006), Laurent Thévenot élargira ses analyses par rapport au modèle des économies de la grandeur en s'intéressant à une pluralité de « régimes d'engagement », en deçà du régime public visé par les économies de la grandeur.